# Nipple Hill
Nipple Hill est un sommet des montagnes Guadalupe, aux États-Unis. Il culmine à 1 732 mètres d'altitude dans le comté de Culberson, au Texas.
Il est protégé au sein du parc national des Guadalupe Mountains. Il accueille en outre le point stratotypique mondial du Capitanien.

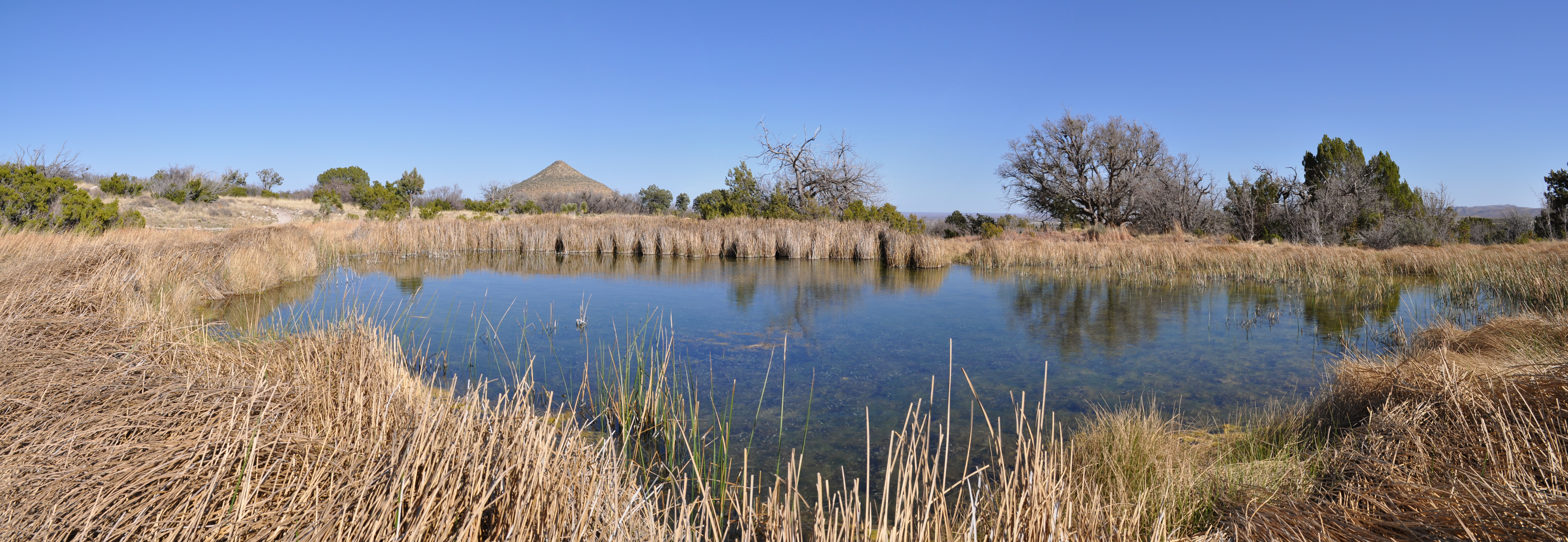
Manzanita Spring avec Nipple Hill en arrière-plan.